# 1992 SK
1992 SK är en asteroid i huvudbältet som upptäcktes den 24 september 1992 av de båda amerikanska astronomerna Eleanor F. Helin och Jeff T. Alu vid Palomar-observatoriet.
Asteroiden har en diameter på ungefär 1 kilometer och den tillhör asteroidgruppen Apollo.